# Прво француско царство
Прво француско царство, званично Француско царство (фр. Empire Français), познато и као Наполеоново царство, био је режим Наполеона I у Француској. Владало је великим делом континенталне Европе. Царство је постојало од 1804. године до 1815. — од Конзулата до ресторације Борбонске монархије — и било је за кратко време враћено (период од сто дана 1815. године).
Царство је започето кад је Наполеон — док је био први Конзул — постао цар Француске 18. маја 1804. године. Крунисао се 2. децембра исте године у Нотр Дам катедрали у Паризу. Постојању овог царства запретио је Рат треће коалиције, али је Француска победа у бици код Аустерлица засигурала њен опстанак. Велика Армија, војна машина царства, замало је уништила Пруску армију 1806. године пре него што је ушла у Пољску и победила Русе у бици код Фридланда 1807. године. После Фридланда, Тилзитски мир јула 1807. године спречио је ново крвопролиће на Европском континенту.
Француска умешаност на Пиринејском полуострву је започела Шпански рат за независност, брутални конфликт који је трајао шест година је ослабио царство. 1809, Француска и Аустрија бориле су се у рату пете коалиције; Француска је поново тријумфовала.
Наполеон је абдицирао 11. априла 1814. године, вратио се из изгнанства из Елбе 1815, али је Француска изгубила у бици код Ватерлоа што је изазвало пад Првог француског царства.
Царство је 1812. године, имало 130 департмана у којима је било распоређено 600.000 војника који је требало да нападну Русију. Војници су имали власт над 44 милиона субјеката. Пруска, Русија и Аустрија су постали савезници. Наполеон је прецртао мапу Европе и дао многе племићке титуле.

## Историја
Обично се мисли, а понегде и пише да је царство резултат Наполеоновог самољубља и таштине, мада је оно делом настало по савету, његовог моћног шефа полиције Жозефа Фушеа, сиве еминенције свих тадашњих збивања. Он је Наполеону саветовао да је најбољи начин да спречи све комплоте против француске револуционарне власти, који су се ковали на бројним европским дворовима јер је она против божјег поретка на небу и на земљи, да ураде нешто потпуно супротно и докажу да француска револуција нема ништа против монархија, а најбољи начин да се то оствари је да се Наполеон прогласи царем, којег ће окрунити сам папа (као некад Карла Великог). И тако је Наполеон од првог конзула, постао цар 18. маја 1804. године, а свечано га је окрунио папа Пије VII 2. децембра исте године у катедрали Нотр Дам у Паризу. Мимикријом нису успели да заварају Метерниха и Британце, који су већ основали нову алијансу против Наполеона, Трећу коалицију. Током његовог кратког трајања против Првог француског царства створено је чак 5 коалиција (од 7) за рушење Наполеона, у свима су биле Велика Британија и Аустријско царство главни непријатељи Француске револуције од самог старта.

### Рат против треће коалиције
У првом од тих ратова против треће коалиције (1803—1806) Наполеон је изгубио у рату који се водио на мору након битке код Трафалгара (21. октобар 1805), али је тешко поразио коалицију у бици код Аустерлица (2. децембар 1805), тако да се коалиција распала. Након тога Мировним уговором у Братислави 1806. створен је савез немачких држава - Рајнска конфедерација, као тампон зона према Француској и укинуто је Свето римско царство.

### Рат против четврте коалиције
У рату против четврте коалиције (1806—1807) коју су формирале: Прусија, Руска Империја, Саксонија, Шведска и Велика Британија сукоб је почео нападом Прусије на Рајнску конфедерацију. Наполеон је извео контранапад и тешко поразио Прусе у бици код Јене (14. октобар 1806), затим је његова Grande Armée окупирала Прусију и 25. октобра 1806. заузела Берлин. Затим је његова армија кренула преко Источне Прусије према руској граници. Након једне неодлучене битке против Руса код Ајлауа у фебруару 1807, Французи су тешко су поразили Русе у бици код Фридланда 1807. године. Након пораза, руски цар Александар I био је присиљен да склопи Тилзитски мир у јуну 1807. и тиме су се завршили двогодишњи крвави ратови са четвртом коалицијом.
Прусија се морала да се одрекне пола своје територије, а и Русија је морала да направи територијалне уступке. На тим земљама су установљене вазалске творевине Варшавско војводство и Вестфалска краљевина у којој је Наполеон поставио свог брата Жерома за краља.

### Континентална блокада и Иберијска кампања
Кад је Наполеон увидео да нема довољно снага да се супротстави Британцима на мору, окренуо се другој тактици – потпуној контроли Европе, и избацивању Британаца из ње увођењем потпуне блокаде лука и забране трговања са британским трговцима (чак и посредно) надајући се да ће тако економски исцрпсти Британију и довести до рушења монархије.
Да би му блокада успела, она је требало да се ригорозно проводити у целој Европи. Од самог почетка, Португалија (стари савезник Енглеске) кршио је блокаду, Наполеон је одлучио да дисциплинује Португалце силом. Шпански краљ Карлос  је под притиском дозволио пролаз француских трупа преко Шпаније, и Французи су заузели Лисабон 1807. године. Окупација севера Шпаније довела је (уз енглеску помоћ) до побуне. Како више није могао да влада ситуацијом Карлос IV је абдицирао у корист свога сина Фернанда VII. Наполеон је то искористио да их обоје развласти, тако се реши свих Бурбона, и постави свог брата Жозефа за шпанског краља 1808. Због тога је избила побуна у Мадриду, коју је француска војска крваво угушила, али се након тога устанак (уз Британску помоћ) проширио по целој земљи. На почетку 1809. чинило се да ће бројна француска војска успети да сломи устанике, али тад је у априлу аустријска војска упала у Баварску надајући се да ће тако окренути све немачке земље против Наполеона. Наполеон се морао да се посвети свом старом непријатељу, и да тако препустити Пиринејско полуострво устаницима, британском експедицијском корпусу Артура Велслија и заједничким шпанско-португалским снагама. Њихови успеси озбиљно су пољуљали дотад неокрњени углед Наполеона као војног стратега.

### Рат против пете коалиције
У рату против пете коалиције (10. април - 14. октобар 1809) који је почео упадом аустријске војске у Баварску, Наполеон је поновно тешко поразио Хабсбурговце 6. јула 1809. у бици код Ваграма, након тога су они затражили примирје, које је склопљено Миром у Шенбруну 14. октобра 1809. На основу тог споразума Аустријско царство морало је препустити велики део територија (83 000 km²) Првом француском царству, које је од Трста са Хрватском јужно од Саве, Крањском и делом Корушке формирало Илирске провинције.

### Консолидација царства и зенит Наполеона
Упркос тешким поразима у Португалу и Шпанији 1810. Наполеон је био на врхунцу своје моћи. На наговор саветника растао се од своје љубави Жосефине, која му није могла родити дете, и оженио са Маријом Лујзом, ћерком аустријског цара Франца II. Кад му се у марту 1811. родио син, чинило се да је осигурана будућност царства. Прво француско царство је тад било највеће, унутар њега биле су Илирске покрајине, Етрурија (Тоскана), делови Папинске државе, Холандија и неке од немачких држава уз Северно море. Царство је било окружено прстеном вазалних држава којима су владали чланови Наполеонове породице; Вестфалска краљевина (Жером Бонапарта), Краљевина Шпанија (Жосеф Бонапарта), Краљевина Италија, Напуљско краљевство, Кнежевина Лука и Пјомбино. Остале земље прстена биле су везане уз царство уговорима; Швајцарска конфедерација, Рајнска конфедерација и Варшавско војводство, и у том тренутку изгледало је да је и Аустријско царство савезничка земља због брака са Маријом Лујзом.

### Инвазија на Русију и слом
Знајући да Царска Русија бојкотује његову блокаду преко луке у Санкт Петербург и сумњајући да планира савез с Енглеском Наполеон је напао Русију са великом армијом од 450.000 војника. У јуну 1812. Французи су ушли на руску територију и брзо продирали, јер је руска војска углавном избегавала сукобе и повлачила се палећи села и остављајући пустош иза себе. Велика француска армија нашла се у великим тешкоћама са опскрбом, па су се почеле се ширити болести међу војницима, али и животињама, које је тако велика армија морала имати. Кад је стигао до Москве Наполеон је већ изгубио пола своје армије. Пред Москвом је дошло до једне од најкрвавијих битака тога доба, Бородинске битке, која је завршила без победника, али је Наполеон до те битке већ изгубио половину своје војске. Руси су се повукли из Москве и запалили град, тако да се исцрпљена Наполеонова војска морала повући. Приликом повлачења из Русије, руска зима и повремени герилски напади уништили су Grande Armée од које је остало само 5000 људи. Наполеон се независно од својих војника вратио у Париз, мобилисао нове снаге и вратио у Саксонију.

### Рат против шесте коалиције
У рату против шесте коалиције (1812—1814) у којој су били Аустријско царство, Прусија, Царска Русија, Шведска, Велика Британија и неколико немачких држава, Наполеон је 1813. поразио коалиционе снаге код Лицена, Будишина и Дресдена, али је доживео први велики пораз у бици код Лајпцига, након којег су се Французи морали повући из Немачке. Након тога су коалиционе снаге извршиле инвазију Француске и присилили Наполеона да абдицира. Противници су га 1814. прогнали на острво Елбу, које му је дато на управу. На власт у Француској постављен је Луј XVIII из династије Бурбон (брат Луја  који је за време револуције напустио Француску).

### Повратак на власт и 100 последњих дана
Наполеон је искористио незадовољство народа бурбонском влашћу Луја , те се у марту 1815. искрцао у Француској. Трупе које су послате да га заробе, окренуле су се против краља и придружиле се Наполеону тако да је лако преузео власт 20. марта 1815. Будући да су његови противници одбили да склопе мир, одлучио се за напад, али је поражен у бици код Ватерлоа. Након битке вратио се у Париз, решен да га брани до последњег човека. Међутим, подршка коју је дотад имао се истопила, због чега је абдицирао по други пут и пренео власт на свог четворогодишњег сина Наполеона , што је француски парламент таг пута и потврдио. Затим је побегао у Рошфор (желећи да побегне у Америку), али се после пуно проблема на крају морао предати капетану британског бојног брода Белерофонт. Британци су га прогнали на усамљено острво Свету Јелену у Атлантском океану, где је и умро.

## Карактеристике и оставштина царства
На свом врхунцу 1812. године, пре напада на Русију, Француско царство је имало 130 департмана са 44 милиона људи и велику армију од 600 000 војника. Судбина царства била је уско повезана са судбином војске чије су победе проносиле темељне идеје Француске револуције о братству, једнакости и слободи по Европи и рушиле феудални европски поредак свугде где је прошла Француска војска. Увођење Наполеоновог кодекса (цивилног права) широм континента, по коме су грађани по први пут били макар формално пред законом једнаки, оставило је дубок траг у свим правним системима након тога.

### Прегледи
- Bruun, Geoffrey (1938). Europe and the French Imperium, 1799–1814 (PDF)..
- Bryant, Arthur (1942). Years of Endurance 1793–1802.; and Years of Victory, 1802–1812 (1944) well-written surveys of the British story
- Colton, Joel and Palmer, R.R. (1992). A History of the Modern World. New York: McGraw-Hill, Inc. ISBN 978-0-07-040826-5.
- Esdaile, Charles. Napoleon's Wars: An International History, 1803–1815 (2008); 645pp excerpt and text search a standard scholarly history
- Fisher, Todd & Fremont-Barnes, Gregory. The Napoleonic Wars: The Rise and Fall of an Empire. Oxford: Osprey Publishing Ltd. 2004. ISBN 978-1-84176-831-1.
- Godechot, Jacques;  . (1971). The Napoleonic era in Europe. Holt, Rinehart and Winston. ISBN 9780030841668.
- Grab, Alexander (2003). Napoleon and the Transformation of Europe. Macmillan., country by country analysis
- Hazen, Charles Downer (1917). The French Revolution and Napoleon.
- Lefebvre, Georges (1969). Napoleon from 18 Brumaire to Tilsit, 1799–1807. Columbia University Press. ISBN 9780710080134. influential wide-ranging history
  - Lefebvre, Georges (1969). Napoleon; from Tilsit to Waterloo, 1807–1815. Columbia University Press.
- Lyons, Martyn (1994). Napoleon Bonaparte and the Legacy of the French Revolution. St. Martin's Press.
- Muir, Rory (1996). Britain and the Defeat of Napoleon: 1807–1815.
- Lieven, Dominic (2009). Russia Against Napoleon: The Battle for Europe, 1807 to 1814. Allen Lane/The Penguin Press. стр. 617.
- Pope, Stephen (1999). The Cassel Dictionary of the Napoleonic Wars. Cassel. ISBN 978-0-304-35229-6.
- Schroeder, Paul W. (1996). The Transformation of European Politics 1763–1848. Oxford U.P. стр. 177—560. ISBN 9780198206545. advanced diplomatic history of Napoleon and his era
- Rapport, Mike (2013). The Napoleonic Wars: A Very Short Introduction. Oxford UP.
- Ross, Steven T (1969). European Diplomatic History, 1789–1815: France Against Europe.
- Rothenberg, Gunther E. (1988). „The Origins, Causes, and Extension of the Wars of the French Revolution and Napoleon”. Journal of Interdisciplinary History. 18 (4): 771—793. JSTOR 204824. doi:10.2307/204824.
- Schroeder, Paul W (1994). The Transformation of European Politics 1763–1848.;  ; advanced analysis of diplomacy

### Наполеон
- Dwyer, Philip (2008). Napoleon: The Path to Power. ASIN B00280LN5G.; Citizen Emperor: Napoleon in Power (2013) excerpt and text search v 2; most recent scholarly biography
- Englund, Steven (2010). Napoleon: A Political Life. Scribner. ISBN 978-0674018037.
- McLynn, Frank (1997). Napoleon: A Biography. New York: Arcade Publishing Inc. ISBN 978-1-55970-631-5.
- Johnson, Paul (2002). Napoleon: A life. Penguin Books. ISBN 978-0-670-03078-1.; 200pp; quite hostile
- Markham, Felix (1963). Napoleon. Mentor.; 303pp; short biography by an Oxford scholar
- McLynn, Frank (1998). Napoleon. Pimlico. ISBN 978-0-7126-6247-5. ASIN 0712662472.; well-written popular history
- Mowat, R.B. (1924) The Diplomacy of Napoleon (1924) 350pp The Diplomacy of Nepoleon. 1924.
- Roberts, Andrew (2014). Napoleon: A Life.
- Thompson, J.M. (1951). Napoleon Bonaparte: His Rise and Fall. Oxford U.P.; by an Oxford scholar

### Војска
- Bell, David A. The First Total War: Napoleon's Europe and the Birth of Warfare as We Know It (2008) excerpt and text search
- Broers, Michael, et al. eds. The Napoleonic Empire and the New European Political Culture (2012) excerpt and text search
- Chandler, David G (1995). The Campaigns of Napoleon. New York: Simon & Schuster. ISBN 978-0-02-523660-8.
- Elting, John R (1988). Swords Around a Throne: Napoleon's Grande Armée. New York: Da Capo Press Inc. ISBN 978-0-306-80757-2.
- Gates, David (2011). The Napoleonic Wars 1803–1815. NY: Random House.
- Haythornthwaite, Philip J. Napoleon's Military Machine (1995) excerpt and text search
- Uffindell, Andrew (2003). Great Generals of the Napoleonic Wars. Kent: Spellmount. ISBN 978-1-86227-177-7.
- Rothenberg, E. Gunther (1977). The Art of Warfare in the Age of Napoleon.
- Smith, Digby George (1998). The Greenhill Napoleonic Wars Data Book: Actions and Losses in Personnel, Colours, Standards and Artillery.

### Примарни извори
- Anderson, F.M. (1904). The constitutions and other select documents illustrative of the history of France, 1789–1901., complete text online